# Castello di Mandorf
Il castello di Mandorf (in tedesco Schloss Mandorf), anche chiamato castello di Manndorf, si trova a Mandorf, frazione del comune austriaco di Kötschach-Mauthen nel Distretto di Hermagor appartenente al Land della Carinzia e la sua storia inizia nel XVI secolo.

## Storia

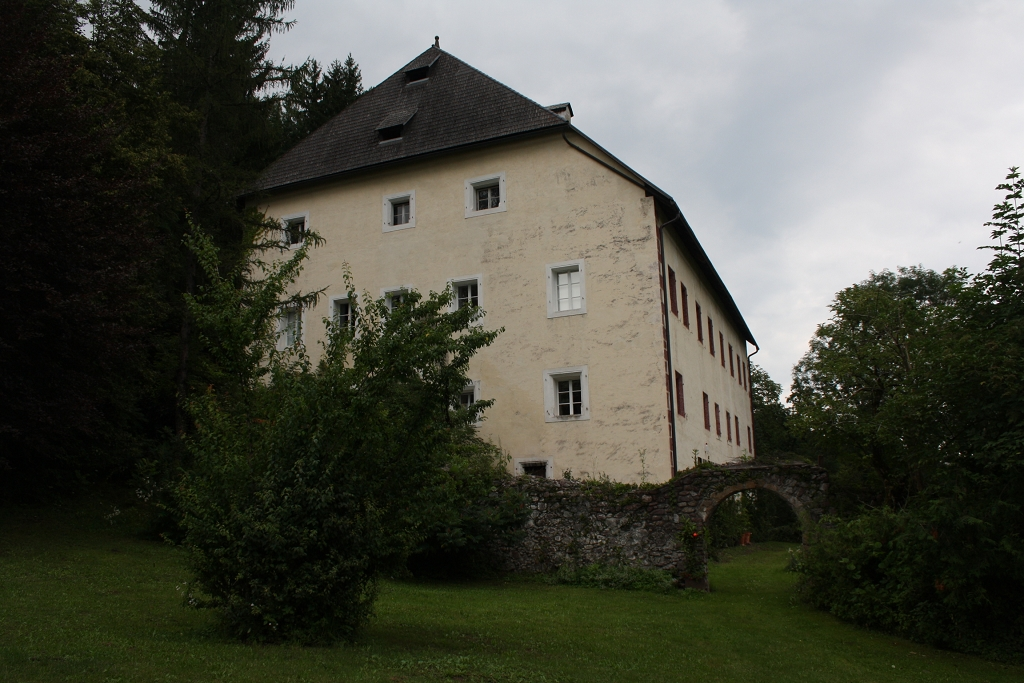
Muro di cinta con accesso e visione laterale del castello

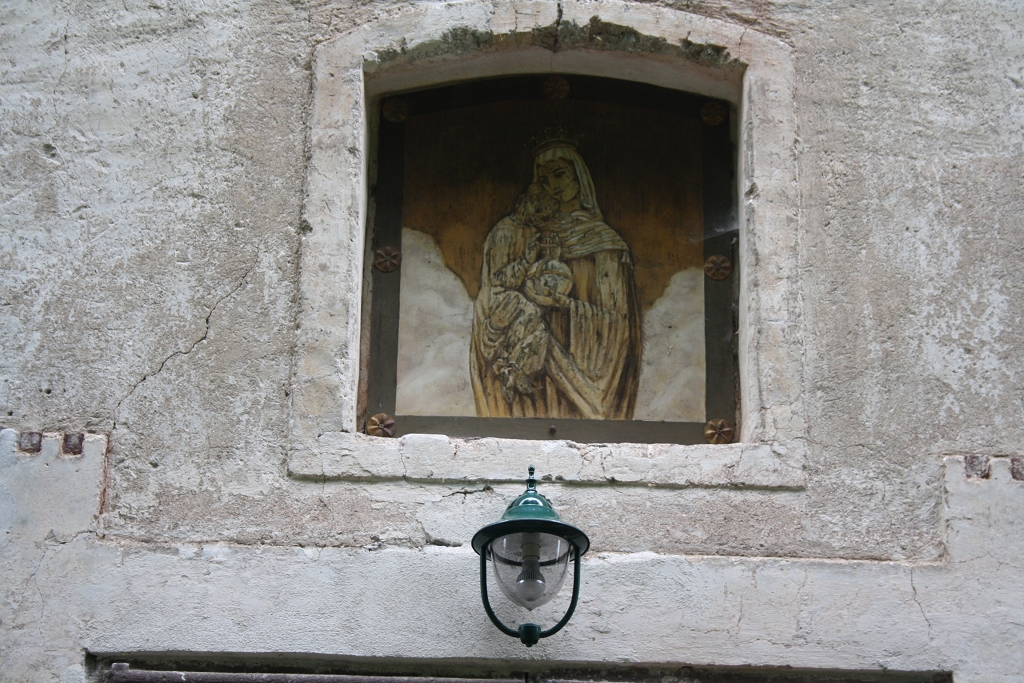
Particolare della piccola finestrella con rilievo di immagine sacra sopra l'ingresso nella facciata posteriore

Il complesso del castello fu costruito all'inizio del XVI secolo da Hans Mandorfer e la sua prima citazione su documenti risale al 1521. Dal 1802 il castello è di proprietà della famiglia Pichler-Mendorf e viene utilizzato anche come centro per seminari.

## Descrizione
Il castello si trova a Mandorf, frazione del comune austriaco di Kötschach-Mauthen nel Distretto di Hermagor appartenente al Land della Carinzia. La struttura è un edificio tardo gotico con pianta rettangolare che si sviluppa su tre piani. La copertura è con tetto a padiglione. La facciata principale posta verso meridione sopra il portale reca la data 1520. Le cornici delle finestre sono in pietra arenaria rossa di Lasa. Sulla facciata settentrionale si apre un portale tardo-gotico con arco a sesto acuto pure questo in arenaria rossa. Nella sala d'ingresso la copertura è a volta e conserva sulle pareti quattro stemmi dipinti della metà del XVI secolo.

### Bene architettonico tutelato
Il castello di Mandorf è stato posto sotto tutela dei monumenti da parte della Repubblica austriaca col numero 20457.